# Nightmares of the Decomposed
Nightmares of the Decomposed è un album in studio del gruppo musicale death metal Six Feet Under, pubblicato nel 2020 dalla Metal Blade Records.

## Tracce
1. Amputator – 3:43
2. Zodiac – 2:53
3. The Rotting – 3:15
4. Death Will Follow – 2:51
5. Migraine – 4:20
6. The Noose – 4:29
7. Blood of the Zombie – 3:21
8. Self Imposed Death Sentence – 3:02
9. Dead Girls Don't Scream – 3:15
10. Drink Blood, Get High – 4:25
11. Labyrinth of Insanity – 4:19
12. Without Your Life – 3:38

## Formazione
- Chris Barnes - voce
- Jeff Hughell - basso
- Ray Suhy - chitarra
- Jack Owen - chitarra
- Marco Pitruzzella - batteria